# Хопкинс (округ, Техас)
Округ Хопкинс (англ. Hopkins County) расположен в США, штате Техас. На 2000 год численность населения составляла 31 960 человек. По оценке бюро переписи населения США в 2009 году население округа составляло 34 581 человек. Окружным центром является город Салфер-Спрингс.

## История
Округ Хопкинс был сформирован в 1846 году.

## География
Согласно данным Бюро переписи населения США, площадь округа Хопкинс составляет 2026 км².

### Основные шоссе
- Федеральная автострада 30
- Шоссе 67
- Автострада 11
- Автострада 19
- Автострада 154

### Соседние округа
- Делта  (север)
- Франклин  (восток)
- Вуд  (юг)
- Рейнс  (юго-запад)
- Хант  (запад)

## Демография
По данным переписи населения 2000 года в округе проживало 31 960 жителей. Среди них 25,7 % составляли дети до 18 лет, 14,8 % люди возрастом более 65 лет. 50,4 % населения составляли женщины.
Национальный состав был следующим: 89,8 % белых, 7,8 % афроамериканцев, 0,8 % представителей коренных народов, 0,4 % азиатов, 14,6 % латиноамериканцев. 1,1 % населения являлись представителями двух или более рас.
Средний доход на душу населения в округе составлял $17182. 15,8 % населения имело доход ниже прожиточного минимума. Средний доход на домохозяйство составлял $39912.
Также 73,6 % взрослого населения имело законченное среднее образование, а 15,1 % имело высшее образование.